# Fort Sumner, New Mexico
Fort Sumner (în română Fortul Sumner) este o municipalitate, localitate și sediul comitatului De Baca, statul New Mexico din Statele Unite ale Americii.